# Berberis comberi
Berberis comberi är en berberisväxtart som beskrevs av Thomas Archibald Sprague och Sandwith. Berberis comberi ingår i släktet berberisar, och familjen berberisväxter. Inga underarter finns listade i Catalogue of Life.